# Mara Santos
Mara Santos García (Velilla del Río Carrión, 25 mai 1969) est une sportive espagnole qui a participé au Canoë-kayak Marathon. Elle a gagné cinq médailles aux Championnats du monde et trois médailles aux Championnats d'Europe en plus de détenir le record absolu de victoires dans le Championnats d'Espagne.